# ホンダ・TL
TL（ティーエル）は、本田技研工業並びにRSC・HRCが製造販売するトライアル用オートバイのシリーズ商標である。
本項では、後継車種であるTLRとTLM、および、競技用モデルであるRS-TとRTLについても解説する。

## モデル一覧
トライアル用モデルは車重が性能に直結するためすべて軽量な単気筒エンジンを搭載する。

### バイアルス
当シリーズのペットネームである「バイアルス（ラテン文字表記：Bials）」は、まだ「トライアルス」（現在の日本語では単数形で『トライアル』と呼ぶが、発売当時は複数形で呼んでいた）という競技が一般的でなかった当時に「オートバイ」の意味の「バイク」と「トライアルス」を掛け合わせて造った語である。語構成は［ 造語（固有名詞）: Bials ＜ 造語: bi- + -ials ＜ en: bike（バイク）+ trials（trialの複数形）］で、かなり強引な造り。ロゴタイプは、オットー・ヴァイセルト作のものに代表される、アール・ヌーヴォーを象徴する書体であるアルノルト・ベックリンをベースにデザインされている。
TL125

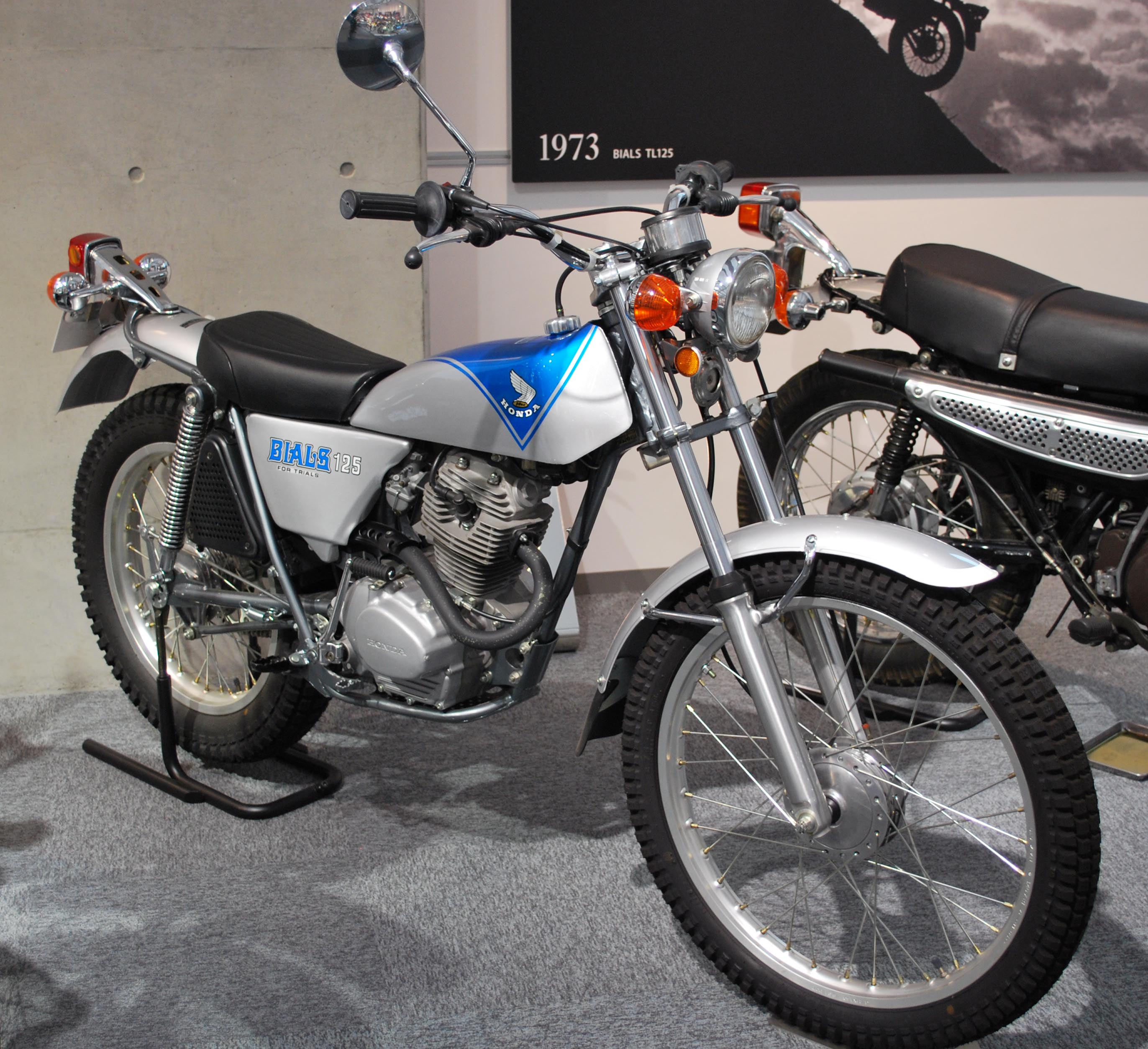
バイアルスTL125

1973年（昭和48年）1月30日に発売された国産初のトライアル用市販車である。当時の販売価格は152,000円（全国標準現金価格）。輸出分を含む生産数は月産2,500台。
「トライアルの神様」と呼ばれたイギリス人（北アイルランド人）サミー・ミラー (1933- ) が開発に携わった。搭載された空冷4ストロークSOHCエンジンはCB・SLの125㏄モデルと基本設計が共通で、特性を入門用マシンとして初心者でも扱いやすくチューニングされた。その結果、日本国内で一気にトライアル熱が高まり、1979年（昭和54年）まで販売された。
エンジンの内径/行程は、ヘッドカバー一体の初期型が 56.0/49.5 (mm) で排気量122cc、別体となる後期型が 56.5/49.5 (mm) で排気量124ccとなる。
TL250
1973年（ 昭和48年）12月にヤマハはイギリスの天才ライダーで「トライアルの魔術師」の二つ名を持つミック・アンドリュース (1944- ) の協力を得て市販車TY250Jを発売したが、対抗するため125ccより高い戦闘力を持つモデルとして1975年（昭和50年）に発売された。2ストロークエンジンを搭載するTYよりも車重的に不利にもかかわらず内径x行程：74.0/57.8 (mm) の4ストロークエンジンは扱いやすく高い評価を得た。
なお、国内4大メーカーの他2社におけるトライアル車の開発については、スズキはイギリスのビーミッシュと共同でRL250を開発したが他排気量への展開は見られず、カワサキはワークスレーサーのKTとその技術による市販車（競技専用車のみ)を発表している。
TL50

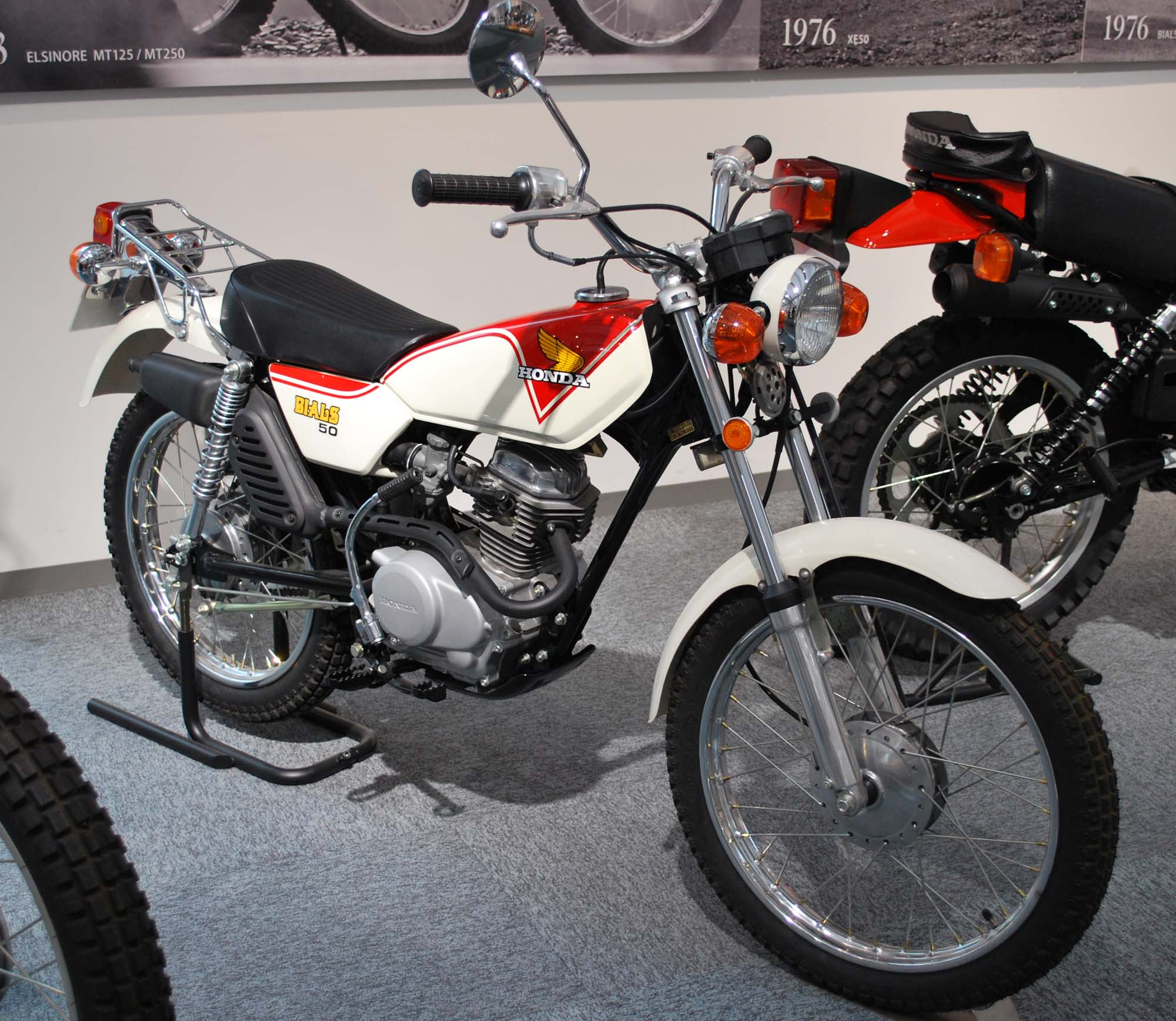
バイアルスTL50

1976年（昭和51年）に発売。CB50系のエンジンを搭載し最高出力は4,2ps。タイヤは18・17インチのため競技用ではないが、クラス内でも軽量の車体はTY50とともに入門用として評価された。
TL200R
バイアルスTL125のエンジンをベースに内径/行程を64.0/61.5 (mm) へ拡大したコンペマシン。
TL200RII
TL200Rからのフルモデルチェンジ車。エンジンは基本設計をXL125Sと共用しておりオイルラインを外側に移動したため内径/行程を66.0/57.8 (mm) としたほか、アンダーガード素材を旧型のFRPからアルミニウム製へ、マニュアルトランスミッションを5速から6速へ、点火装置をポイントからCDIへするなどの変更点がある。

### イーハトーブ
TL125S

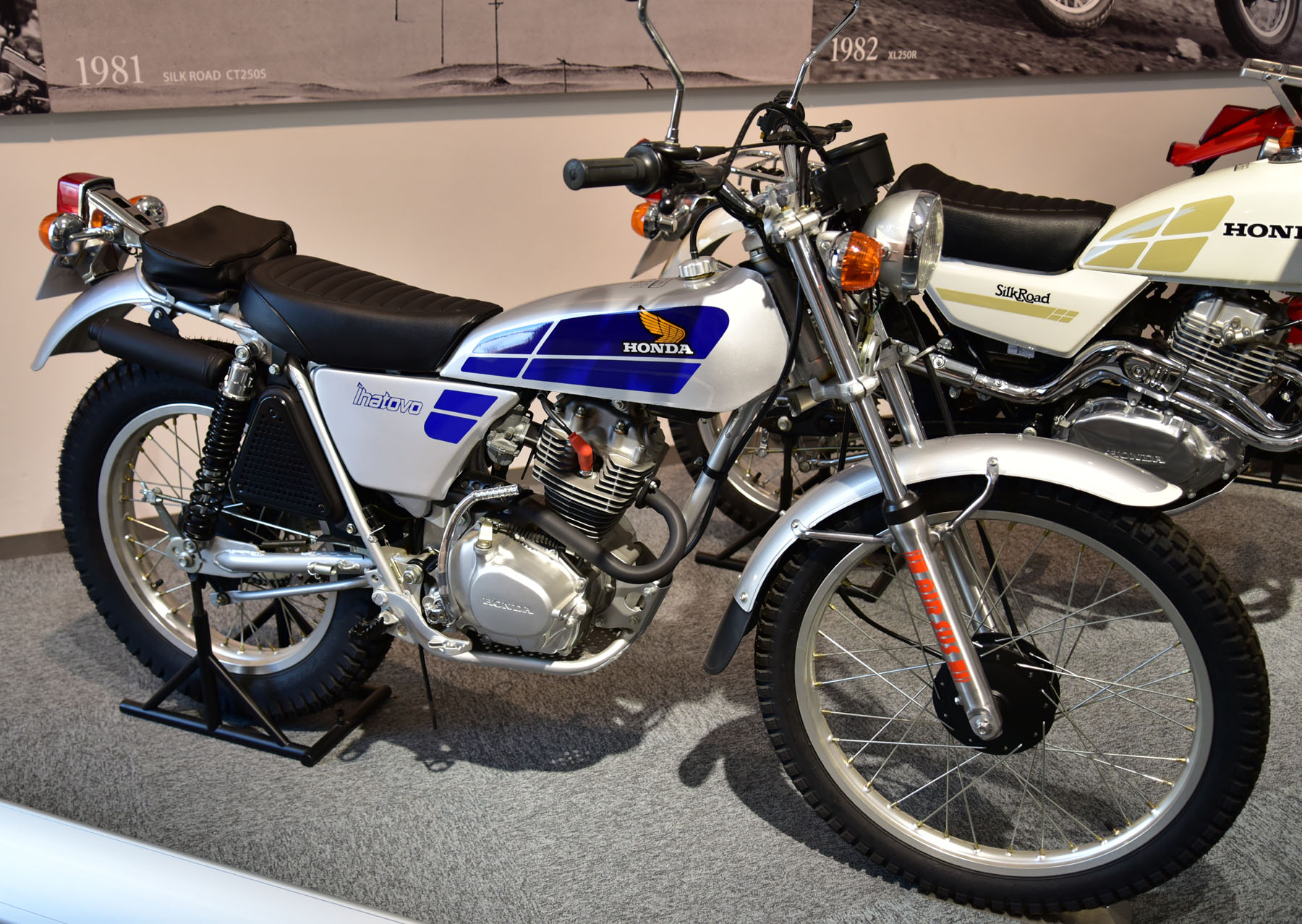
イーハトーブTL125S

1977年（昭和52年）から岩手県でイーハトーブ・トライアル (IHATOVE TRIAL) が開催されたものの、バイアルスTL125は1979年（昭和54年）をもって生産を終了してしまった。しかし、それに替わって登場したのがこの車種であり、折からの競技熱の高まりを応えるかたちで1981年（昭和56年）から生産され始めたモデルである。ペットネームは競技名に由来する「イーハトーブ（ラテン文字表記：Ihatovo）」。ロゴタイプの書体はゴシック体をベースにデザインされている。
なお、競技名のほうにみられる "Ihatove" は、岩手県が誇る童話作家・宮沢賢治が特定されない外国語風の地名（都市名）としてロシア語風で創造したといわれている "Ihatov（イーハトーヴ、イーハトーブ）" を英語風に変えた語形であり、これに対して車種名 "Ihatovo" のほうは、本家本元の賢治が後になって好んで用いるようになったエスペラント語形（※名詞は必ず -o で終わる） "Ihatovo（イーハトーヴォ、イーハトーボ）" を、読みは元のロシア語風のままで綴りだけエスペラント風に換えるという、変則形でもって採用したものである。
バイアルスTL125と極めてよく似ているが、クランクケースは強化されたXL125Sのものに換わり、点火はCDIに変更、サスペンションもフロントがセミエアサスでリヤに倒立サスを採用するなど、熟成が進んでおり、共通部品は意外に少ない。エンジンは4サイクルOHC単気筒で、最高出力は8,5psとなる。
またこの頃、バイクブームによって需要が拡がりを見せるなかでトレッキングバイクというカテゴリーが生まれ、デュアルパーパスほど激しい性能を求めないオフロードバイクが求められた結果、トライアルに使用しないユーザーも増えている。

### RS- T
TLシリーズの生産中止後もホンダのトライアルへの挑戦は続けられ、ワークスレーサーのRS-Tが世界大会への参加を続けた。外国車やヤマハが採用している2ストロークエンジンと互角のパワー・トルクを得るため他社より大きい排気量のモデルも製造された。
RS170T
TL125Sイーハトーブに組み込むキットパーツとしての販売。66.0/49.5。
シリンダー、ピストンの他、アルミタンクやコンペシートもあった。
RS200TS
エンデューロマシン、XR200(A) をベースにタンク・シート一体型シェルターを被せてトライアル入門用とした車両。
三つ又にトライアル・オフセットもなく、ミッションレシオもXRそのままであった。ボア/ストロークは65.5/57.8。
当時TL200RIIが45万円であったのに対して32万円と安価ではあったが、ほとんど売れなかった。
RS200T
TL200RIIのマイナーチェンジ（ほとんど名称変更にとどまる）版。66.0/57.8。
RS220T
RS200Tを排気量アップしたモデル。66.0/65.0。
RS250T
RS200/220Tの排気量アップに加え、各部に大幅な変更を加えて戦力をアップした、リヤ2本ショック最後のコンペモデル。
70.0/64.9。
RS250TA
TLR200/TLR250（輸出用ツインショック）をベースとして保安部品を省き、トライアル入門用とした車両。
70.0/64.9。
1980年（昭和55年）には服部聖輝のRS250Tが初得点している。また、山本昌也の乗るRTL250SWは1984年（昭和59年）には世界初挑戦で6位（年間総合は21位）の成績を残している。さらに、1982年（昭和57年）から1984年（昭和59年）にかけては「天才少年」の異名をとったエディ・ルジャーン（当時20歳）がRS360Tで総合優勝し（しかも4ストロークによる初の総合優勝）、ホンダのトライアル第1期黄金時代を築く。

### TLR

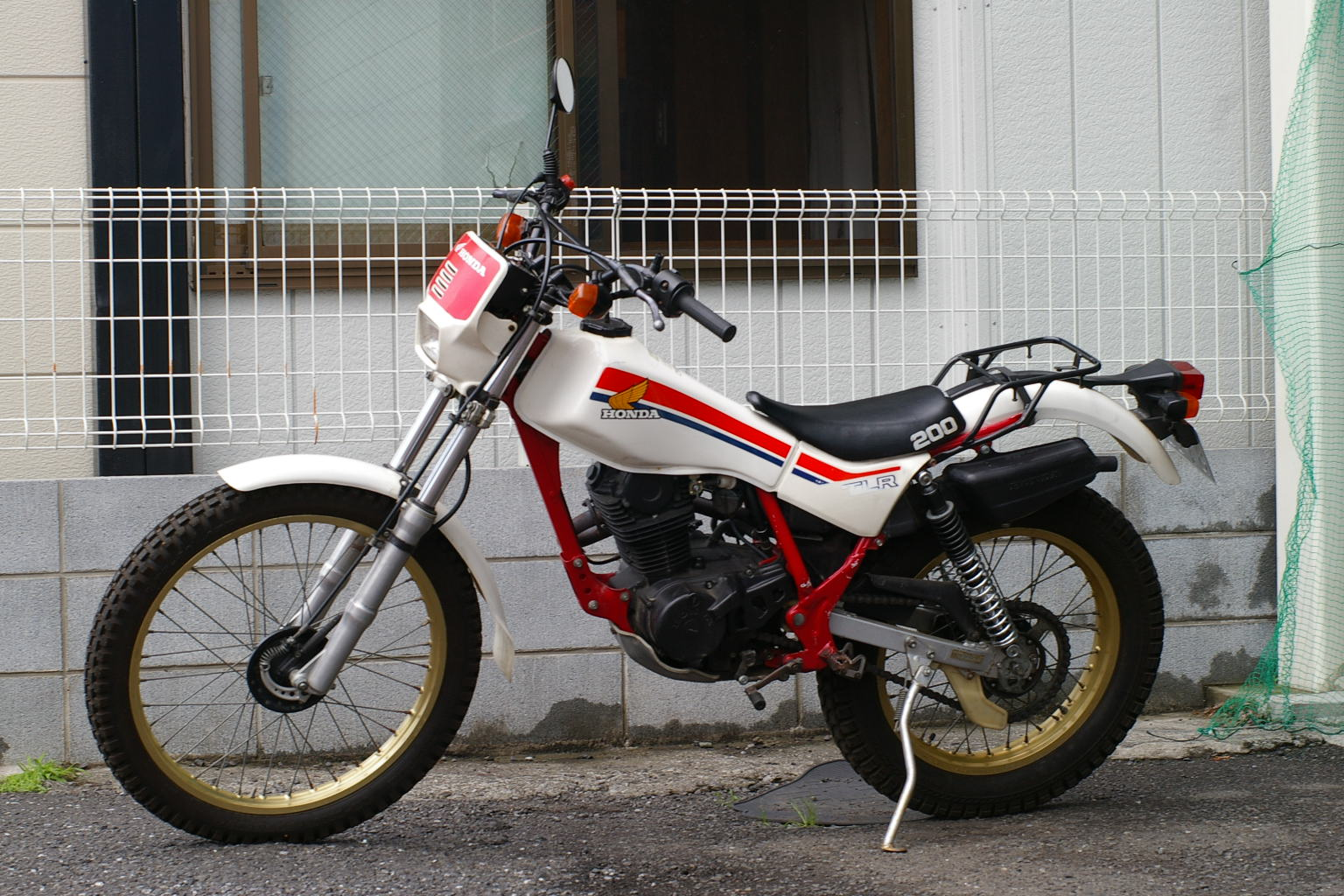
TLR200
RSの優勝を受け、技術のフィードバックを行った新型市販車の開発が行われることになった。バイアルス時代から一新された本格的なフレームで1983年（昭和58年）に発表された。渇望されていた新型の登場に人気が爆発、トライアルバイクながら一時期ではあるが売上高ランキングで第1位になった。エンジンはXL200R系のものを搭載しているが、デチューンされており、最高出力は12psとなっている。
TL125
200と同時開発された125は、歴代TLで唯一リアキャリアとタンデムステップが標準装備されたモデルであるが、他のトレール車などと比べると現実的にはシートが小さいために2人乗りはかなり厳しく、パーツリストに掲載されているリヤキャリアに取付可能なピリオンシートもキャリアの積載可能重量とリヤアスクルのほぼ真上に位置するため、実用性は乏しい。最高出力は9,3ps。
なお、200ccとほぼ共通のフレームや外装をもつためTLR125と紹介されることがあるが、名称はあくまでTL125である。TLR200が後継のTLM200Rにモデルチェンジされた1985年以後も4ストロークのままで生産された。
TLM50
200/125と共通デザインで開発された原付モデル。MBX50と同系列の2ストロークエンジンの空冷2サイクルエンジンを搭載。最高出力は4,8psとかなり控えめとなっている。200/125と変わらない大柄なボディながら軽量・安価ゆえの入門機として扱われた。
TLR250R
1986年（昭和61年）、RTL250Sイメージの公道走行可能モデルとして、楕円パイプダイヤモンドフレームにATV系ベースの250ccエンジンを搭載し、リアサスペンションにプロリンクを採用したTLR250Rが発表された。ボディは4サイクルでありながら軽量かつエンジンの出力もUPされたものの、既に発売されていたTLM200Rに比べて7kg重く、販売数は伸びなかった。RTL250Sとの共通パーツは極少ない。最高出力は14psとトライアルバイクではトップクラスであった。

### TLM
TLM200R
性能のさらなる追求から軽量化を目指した結果、ついにホンダも2ストローク（ピストンリードバルブ）単気筒エンジンを搭載、最高出力は13ps。1985年（昭和60年）に発表されたTLM200RはTLR200似のスリムなフォルムにプロリンクサスを搭載した。
TLM220R
1988年（昭和63年）、排気量を変更し220ccとなった。クラッチ容量の増大や前輪ディスクブレーキの採用などより現実的に戦闘能力が向上された。同じく2サイクルピストンバルブ単気筒で最高出力は13ps。3回のグラフィック変更ののち1994年（平成6年）の生産終了により、ホンダの公道走行可能なトライアル車はすべて生産終了となる。
TLM240R
TLMが競技専用に使用されることが多かったことから、1989年（昭和64年/平成元年）に排気量を240ccにアップするとともに、保安部品を廃した競技専用モデルがHRCから発売された。
TLM250R
TLM240Rをフロントディスクブレーキにマイナーチェンジしたモデル。
TLM260R
1990年（平成2年）にはさらに排気量が拡大され260ccとなるとともに、フレームが一新された。1990年から1991年（平成3年）にかけては、成田匠が世界選手権で成績を残している。
TLR260
1994年（平成6年）に発売されたコンペティションモデルで、アルミツインチューブフレームに倒立式フロントサスペンション、HRC初の2ストローク水冷エンジンを搭載している。
これまでTLRは4ストロークのモデルに与えられた名称だが、このモデルは唯一2ストロークである。モンテッサからは、Cota314Rという名称で発売された。

### RTL
RTL250S
TLR200が2ストロークのTLMに切り替えられた（後述）後も4ストロークのトライアル車の開発は続けられ、1985年（昭和60年）、コンペティションマシンとしてはホンダで初めてリアサスペンションにプロリンクを採用したRTL250Sが発売された。ワークス車両はダウンチューブ一本のRTL250SW、最終型ではRTL270SW、272ccであった。
RTL250R
1990年代後半になると、ホンダとヤマハはフレームの開発から撤退し、ヨーロッパのフレームメーカーにエンジンを供給するようになる。ホンダはスペインのモンテッサが開発したフレームに、自社の水冷2ストロークエンジンを搭載したモンテッサ・ホンダRTL250Rを1996年（平成8年）に発表する。
この車両の戦闘力は高く、マルコ・コロメが1996年に、またドギー・ランプキンが2000年（平成12年）から2003年（平成15年）まで世界選手権を制するとともに、2004年（平成16年）には藤波貴久が日本人初の総合優勝を果たし、ホンダのトライアルにおける第2期黄金時代を築く。
2004年にはホンダの社内コンテストで、朝霞研究所の社員によってRTLのフレームにバッテリーとモーターを積んだ電動トライアル車が製作されている。
RTL250F
オートバイレースにおいても環境負荷の高い2ストロークエンジンが4ストロークに切り替えられることになり、2005年（平成17年）の途中にCRF250Rをベースとした水冷4ストロークSOHCエンジンのRTL250Fが発表される。
モンテッサCOTA-4T
RTLはホンダの競技用車販売部門であるHRCから供給されている、保安部品のない競技専用モデルである。ただし、モンテッサから同じ車体にライトやスピードメーターなどの保安部品を装着したCOTA-4Tが発売されており、公道を走行するツーリングトライアルなどに使用されている。
RTL260F
2008年（平成20年）からは排気量が拡大され、RTL260Fとなった。なお、公道モデルのCOTA-4Tは引き続き250cc。
RTL260R
RTL300R
2016年（平成28年）モデルより排気量が拡大され、RTL300Rとなる。なお、エンジンはモンテッサの Cota300RRと同型で、車体は 260Fをベースにしている。
RTL301RR
RTL360
エディ・ルジャーンただ一人のために作成されたスペシャルコンペティションマシン。上下分割のクランクケースとシリンダーは一体鋳造のマグネシウム。リヤ2本ショックモデルとプロリンクモデルがある。